# Hydrolýza

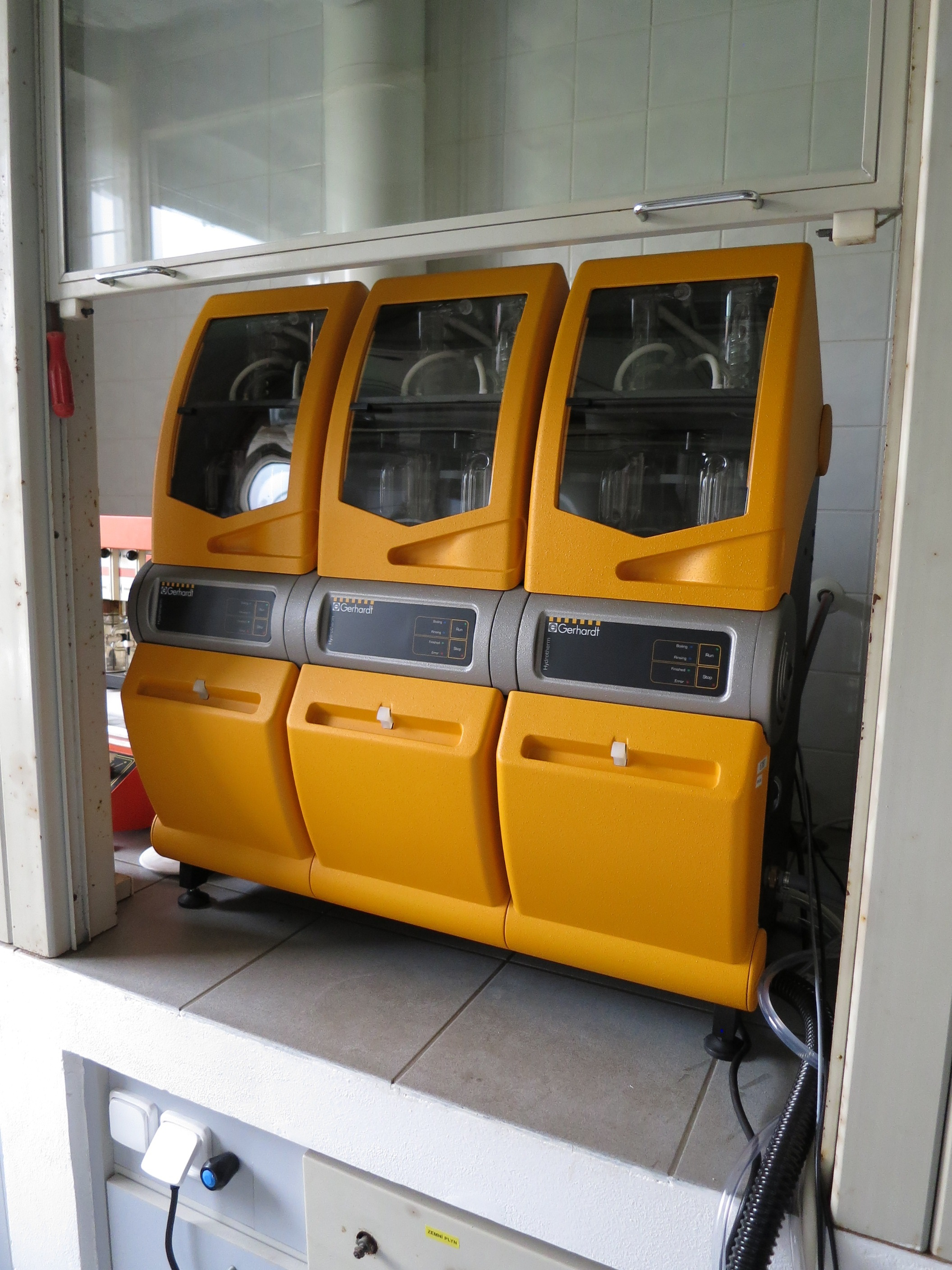
Hydrolýzní jednotka, která zajišťuje jednu z fází analýzy obsahu tuku v potravinách v laboratoři SZPI v Praze.

Hydrolýza je rozkladná reakce, při které se spotřebovává voda (při každém kroku jedna molekula); např. celulóza se při hydrolýze štěpí na kratší řetězce – až na monomery. Patří do skupiny solvolytických reakcí.

## Příklady hydrolytických reakcí

### Hydrolýza kovových solí
Ionty kovů jsou často Lewisovy kyseliny, proto ve vodě hydrolyzují za vzniku bazické soli. Typickým příkladem je hydrolýza chloridu hlinitého, který se ve vodném prostředí vyskytuje ve formě hexaaquahlinitého kationtu.
[Al(H2O)6]3+ + H2O ↔ [Al(OH)(H2O)5]2+ + H3O+

### Hydrolýza esterů
Existují dva mechanismy hydrolýzy esterů, bazická a kyselá hydrolýza. Kyselá hydrolýza je zahájena protonací karbonylové skupiny, čímž dojde k usnadnění nukleofilního ataku molekuly vody. Bazická hydrolýza se provádí refluxováním esteru s vodným roztokem silné báze, např. hydroxidu sodného.

### Příklady hydrolýzy
1. sůl silné zásady a slabé kyseliny:
Na2CO3 ↔ 2 Na+ + CO32−
2 Na+ + CO32− + 2 H2O ↔ H2CO3 + 2 Na+ + 2 OH− vznikne slabě zásaditý roztok
2. sůl slabé zásady a silné kyseliny:
Al3+ + 3 Cl− + 3 H2O↔ Al(OH)3 + 3 Cl− + 3 H+ vznikne slabě kyselý roztok
3. sůl slabé kyseliny a slabé zásady – pH kapaliny nezáleží na koncentraci soli, ale na rozdílu síly kyseliny a zásady.
4. sůl silné kyseliny a silné zásady – nehydrolyzuje, pouze se hydratuje
Na+ + Cl− + H2O ↔ Na+ + Cl− + H2O neutrální roztok
5. Bazická hydrolýza esteru

## Hydrolytické štěpení nukleových kyselin

### Alkalická hydrolýza
K alkalické hydrolýze polynukleotidu je třeba 2’-OH skupina, neboť prvním jejím krokem je přesun vazby z C5’ následujícího nukleotidu na C2’ téhož nukleotidu. Tím se přeruší osa polynukleotidu a přechodně se vytvoří cyklický 2’,3’-fosfát, jenž se dále degraduje na směs 2’ a 3’-fosfátů. Z toho vyplývá, že zahřátím v alkalickém prostředí se hydrolyzuje pouze RNA, zatímco DNA je alkalirezistentní.

### Kyselá hydrolýza
Mírnou kyselou hydrolýzou (pH asi 3) se selektivně štěpí β-glykosidová vazba purinových nukleotidů. Výsledkem je apurinový polynukleotid. Působením hydrazinu lze připravit apyrimidinovou nukleovou kyselinu.
V silně kyselém prostředí a při vyšší teplotě (HCl o konc. 6mol·l−1, 175 °C) se RNA i DNA štěpí na jednotlivé složky. Navíc se cytosin deaminuje na uracil, což je třeba vzít v úvahu při stanovení poměru bází v polynukleotidu.

### Enzymatická hydrolýza
Pro stanovení primární sekvence nukleových kyselin je potřebnější enzymová hydrolýza, kterou katalyzují nukleázy. Rozeznávají se 3’- a 5’-exonukleázy, podle toho, od kterého konce polynukleotidu postupně odštěpují mononukleotidy. Endonukleázy štěpí vazby v určitém místě uvnitř řetězce, takže produktem bývají nestejně dlouhé oligonukleotidy.
Endonukleázy jsou specifické vzhledem k pentóze, existují ribonukleázy (RNázy) a deoxyribonukleázy (DNázy). Dalším kritériem specificity nukleáz je polovina fosfodiesterové vazby, kterou štěpí. Nukleázy štěpící vazbu blíže C3’ uvolňují nukleosid-3’-fosfáty. Restrikční endonukleázy štěpí dvoušroubovici DNA v místě s centrální symetrií v sekvenci nukleotidů.
Fosfodiesteráza z hadího jedu je 3’-exonukleáza štěpící a-vazby v RNA i DNA. Fosfodiesteráza z hovězí sleziny je 5’-exonukleáza štěpící b-vazby polynukleotidu. Pankreatická RNáza je endonukleáza, která štěpí v RNA b-vazby, pokud na a-vazbu daného fosfátu se napojuje pyrimidinový nukleotid. Z plísně byla izolována RNáza T štěpící b-vazby těch fosfátů, kde na a-vazbě je připojen purinový nukleotid.